# Рузиев, Зафар Шаропович
Рузиев Зафар Шаропович (узб. Ro'ziyev Zafar Sharopovich; род. 19 декабря 1964, Китабский район, Кашкадарьинская область) — член комитета Сената Олий Мажлиса Республики Узбекистан по вопросам науки, образования, культуры и спорта; хоким Кашкадарьинской области (с 2013 по 2019).

## Биография
Родился 19 декабря 1964 года в Китабском районе. Имеет высшее образование. В 1989 году окончил Ташкентский институт ирригации и механизации сельского хозяйства по специальности экономист-организатор. В 1998 году окончил Академию государственного управления при Президенте Республики Узбекистан.
- С 2001 по 2006 гг. — глава администрации (хоким) Яккабагского района Кашкадарьинской области.
- В 2006 — заместитель министра сельского и водного хозяйства.
- С 2006 по 2009 гг. — заместитель Госсоветника главы государства по кадровым вопросам.
- С 2009 по 2013 гг. — министр сельского и водного хозяйства Республики Узбекистан.
- С 27 сентября 2013 по 26 октября 2019 — хоким Кашкадарьинской области[2].
- С 2019 года по н.в. — Хоким Зарбдорского района Джизакской области.